# Последовательность «Посмотри-и-скажи»

Графики показывают рост количества цифр в последовательности «Посмотри-и-скажи» с начальными числами: 1 (синий), 13 (фиолетовый), 23 (красный) и 312 (зелёный). Эти графики стремятся к прямым линиям (вертикальная шкала представлена в логарифмическом масштабе)

Последовательность «Посмотри-и-скажи» — это последовательность чисел, начинающаяся следующим образом:
1, 11, 21, 1211, 111221, 312211, 13112221, 1113213211,… (последовательность A005150 в OEIS).
Каждое последующее число генерируется из предыдущего путём конкатенации цифры, из которой состоит группа одинаковых цифр и количества цифр в этой группе, для каждой группы одинаковых цифр в числе. Например:
- 1 читается как «одна единица», то есть 11
- 11 читается как «две единицы», то есть 21
- 21 читается как «одна двойка, одна единица», то есть 1211
- 1211 читается как «одна единица, одна двойка, две единицы», то есть 111221
- 111221 читается как «три единицы, две двойки, одна единица», то есть 312211
- 312211 читается как «одна тройка, одна единица, две двойки, две единицы», то есть 13112221

Последовательность «посмотри-и-скажи» была предложена Джоном Конвеем.
Для произвольной цифры d, кроме единицы, в качестве начальной, последовательность принимает вид:
d, 1d, 111d, 311d, 13211d, 111312211d, 31131122211d, …

## Основные свойства

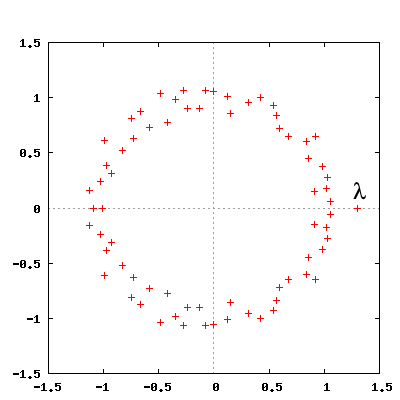
Корни многочлена Конвея на комплексной плоскости

### Рост
Последовательность растёт бесконечно. Фактически, любой вариант последовательности с целым начальным числом будет расти бесконечно. Исключение составляет последовательность:
22, 22, 22, 22, 22, … (последовательность A010861 в OEIS).

### Ограничение использующихся цифр
Никакие цифры, кроме 1, 2 и 3 не встречаются в последовательности, если начальное число не содержит других цифр или группы более чем из трёх цифр.

### Рост длины чисел
В среднем, числа вырастают на 30 % за итерацию. Если {\displaystyle L_{n}} обозначает длину n-го члена последовательности, то существует предел отношения {\displaystyle {\frac {L_{n+1}}{L_{n}}}}:
{\displaystyle \lim _{n\to \infty }{\frac {L_{n+1}}{L_{n}}}=\lambda }.
Здесь λ = 1.303577269034… — постоянная Конвея (OEIS A014715). Тот же результат справедлив для любого варианта последовательности с начальным числом, отличным от 22.

### Многочлен, возвращающий константу Конвея
Константа Конвея — это единственный положительный вещественный корень многочлена:
{\displaystyle {\begin{aligned}&\,\,\,\,\,\,\,x^{71}&&&&-x^{69}&&-2x^{68}&&-x^{67}&&+2x^{66}&&+2x^{65}&&+x^{64}&&-x^{63}\\&-x^{62}&&-x^{61}&&-x^{60}&&-x^{59}&&+2x^{58}&&+5x^{57}&&+3x^{56}&&-2x^{55}&&-10x^{54}\\&-3x^{53}&&-2x^{52}&&+6x^{51}&&+6x^{50}&&+x^{49}&&+9x^{48}&&-3x^{47}&&-7x^{46}&&-8x^{45}\\&-8x^{44}&&+10x^{43}&&+6x^{42}&&+8x^{41}&&-5x^{40}&&-12x^{39}&&+7x^{38}&&-7x^{37}&&+7x^{36}\\&+x^{35}&&-3x^{34}&&+10x^{33}&&+x^{32}&&-6x^{31}&&-2x^{30}&&-10x^{29}&&-3x^{28}&&+2x^{27}\\&+9x^{26}&&-3x^{25}&&+14x^{24}&&-8x^{23}&&&&-7x^{21}&&+9x^{20}&&+3x^{19}&&-4x^{18}\\&-10x^{17}&&-7x^{16}&&+12x^{15}&&+7x^{14}&&+2x^{13}&&-12x^{12}&&-4x^{11}&&-2x^{10}&&+5x^{9}\\&&&+x^{7}&&-7x^{6}&&+7x^{5}&&-4x^{4}&&+12x^{3}&&-6x^{2}&&+3x&&-6\end{aligned}}}
В своей оригинальной статье Конвей совершает ошибку, написав «−» вместо «+» перед {\displaystyle x^{35}}. Но значение λ, данное в его статье, верно.

## Популяризация
Последовательность «Посмотри-и-скажи» также известна как последовательность чисел Морриса в честь криптографа Роберта Морриса. Иногда упоминается как «яйцо кукушки» из-за головоломки «Какое следующее число в последовательности 1, 11, 21, 1211, 111221?», описанной Моррисом в книге Клиффорда Столла «Яйцо Кукушки».

## Вариации
Существует много вариантов правил для создания последовательностей, подобных «Посмотри-и-скажи». Например, последовательность «pea pattern». Она отличается от «Посмотри-и-скажи» тем, что для получения нового числа в ней нужно подсчитывать все одинаковые цифры в числе. Начиная с числа 1, получим: 1, 11 (одна единица), 21 (две единицы), 1211 (одна двойка, одна единица), 3112 (три единицы, одна двойка), 132112 (одна тройка, две единицы, одна двойка), 312213 (три единицы, две двойки, одна тройка) и т. д. В итоге, последовательность приходит к циклу из двух чисел, 23322114 и 32232114.
Существует другой вариант, отличающийся от «pea pattern» тем, что цифры подсчитываются в порядке возрастания, а не по мере появления. Начиная с единицы, получим последовательность: 1, 11, 21, 1112, 3112, 211213, 312213, …
Эти последовательности имеют примечательные отличия от «Посмотри-и-скажи». В отличие от последовательности Конвея, данный член в «pea pattern» не однозначно определяет предыдущий член. Длина чисел в «pea pattern» ограничена и, для b-ричной системы счисления, не превышает 2b, и достигает 3b для больших начальных чисел (например, «сто единиц»).
Учитывая, что эта последовательность бесконечна и длина её ограничена, она должна в конечном итоге повториться, по принципу Дирихле. Как следствие, эти последовательности всегда периодические.